# Eldredgeops
Eldredgeops – rodzaj stawonogów z wymarłej gromady trylobitów, z rzędu Phacopida. Żył w okresie dewonu. Jego skamieniałości znaleziono w USA (w stanie Ohio).